# Kezi járás
A Kezi járás (oroszul Кезский район [Kezszkij rajon], udmurtul Кез ёрос [Kez jorosz]) Oroszország egyik járása Udmurtföldön. Székhelye Kez.

## Népesség
- 2002-ben 26 446 lakosa volt, melynek 68%-a udmurt, 30%-a orosz, 1%-a tatár.
- 2010-ben 22 911 lakosa volt, melyből 14 277 udmurt, 7 610 orosz, 172 tatár stb.